# 迎向驕陽
《迎向驕陽》是人間渡系列其中一部描寫王文瑜真實人生電視劇，由吳懷中、洪瑞襄、林名宸等演員共同演出。全劇共5集，於2012年4月23日－2012年4月27日在大愛電視《長情劇展》時段（台灣時間星期一~星期五晚上22:00）播放。

## 播出時間

### 首播
| 頻道                            | 所在地 | 播映日期                     | 播出時間            |
| ------------------------------- | ------ | ---------------------------- | ------------------- |
| 大愛電視台 （數位頻道同步播出） | 台灣   | 2012年4月23日－2012年4月27日 | 週一～週五22:00播出 |
| 大愛海外台 （數位頻道同步播出） | 台灣   | 2012年4月24日－2012年4月28日 | 週二～週六00:00     |

### 重播
| 頻道                            | 所在地 | 播映日期                     | 播出時間               |
| ------------------------------- | ------ | ---------------------------- | ---------------------- |
| 大愛電視台 （數位頻道同步播出） | 台灣   | 2012年4月23日－2012年4月27日 | 週一～週五12：30播出   |
| 大愛電視台 （數位頻道同步播出） | 台灣   | 2012年4月23日－2012年4月27日 | 週一～週五01：30播出   |
| 大愛電視台 （數位頻道同步播出） | 台灣   | 2012年4月23日－2012年4月27日 | 每週一～週五16：00播出 |

## 故事大綱
王文瑜在老師及眾人眼中是個成績不好，但熱心助人的「好學生」，他從小到大最大的心願是「救人」，但在高中時，家裡突遭劇變，讓他改變了未來的志向。
一天，文瑜興高采烈回家，發現家裡來了幾個不速之客，外表猙獰口氣冷冽，因為王連輝（文瑜的爸爸）幫親戚擔保債務，讓家裡揹上千萬債務，也讓他被迫提早從農會退休，退休金全被農會沒收。
這個消息震垮了陳碧娥（文瑜的媽媽），讓家庭關係、氣氛又面臨更多地挑戰與困難，她原想痛斥連輝，但為了不讓文瑜擔心，她堅強地面對家裡的債務。
在文瑜心中，家庭關係是最不願意面對的問題，因為一段「髓緣」，他找到了自己、也把家裡的愛找回來。 

## 演員介紹
| 演員   | 角色   | 介紹 | 登場集數 |
| 吳懷中 | 王文瑜 | 文瑜有著阿甘一般的精神，熱心助人是他的使命，救人是他的心願，口頭禪是＂讓我來＂，雖然常常鬧出許多笑話，但依舊不改其助人的本性，後來因骨髓配對成功，完成他救人的心願。高中時期家裡突遭變故，讓他大學選填志願時，以法律系為第一志願，為爸爸討回公道。文瑜是個孝順的孩子，媽媽是他最重要也最放心不下的人，當他離家北上唸書時，天天打電話回家，母子倆還有天氣暗語，後來媽媽因受文瑜影響加入慈濟。 | 全劇     |
| 洪瑞襄 | 陳碧娥 | 文瑜的媽媽。碧娥是文瑜眼中最可憐的媽媽，年輕時因媒妁之言嫁給當時的竹山地主王連輝，因與丈夫個性迥異經常吵架，但為了孩子只好隱忍下來。碧娥看起來柔弱，但卻有著堅毅的性格，她自己一人獨力買下家裡的房子，也獨力扛起家裡的債務。當文助與文瑜相繼離家求職唸書後，她很惶恐，不知如何單獨與丈夫一起生活，文瑜每天的電話是她最大的慰藉。後來因文瑜的鼓勵加入慈濟，開始下半輩子快樂的行善生活。       | 全劇     |
| 林名宸 | 王連輝 | 文瑜的爸爸。連輝原本是地方農會的主管，幾乎天天喝酒應酬，後來因為替親戚做保，連帶負擔千萬債務，連農會退休金也被沒收抵債。連輝其實有顆善良的心，卻一直隱藏起來，後來因文瑜及碧娥的關係，才開始顯現善良體貼的一面，慢慢認同慈濟，戒除酒癮，做起開心農夫。 | 全劇     |
| 周凱文 | 王文助 | 文瑜的哥哥。文助高中時為了遠離吵鬧不堪的家，到外地唸書，警專畢業後又分派到北部當警察，在家裡的時間不多。文助是文瑜心靈的明燈，也是做人處事的導師，只要文瑜決定做什麼，文助都會支持他，後來文瑜骨髓捐贈的家屬同意書，也是文助代表簽下。 | 全劇     |
| 古斌   | 蘇大晟 | 文瑜高中時期的好朋友，個性木納不善言辭。父親早逝，母親經營煎餃攤子，家境清寒，原本高中畢業後沒錢繼續升學，後來因文瑜告知警大有公費補助，與文瑜一起考上中央警察大學。 | 全劇     |
| 沈威年 | 楊志惟 | 文瑜警大時期同宿舍的室友，水上警察系，慈青社的社長。他剛進學校就看出文瑜愛助人，有做慈青的特質，所以積極邀他參加慈青各項活動，也因為他拉文瑜參加慈濟的骨髓捐贈的驗血活動，讓文瑜配對成功，後來幫忙解決捐髓前種種困難，助文瑜完成救人的心願。 | 1-2      |
| 顏嘉樂 | 王鳳姑 | 文瑜的高中導師。王鳳姑老師是竹山高中的名師，對於成績吊車尾的文瑜，老師軟硬兼施始終不放棄，終於讓文瑜找回自信，順利考上警大。 | 2        |
| 林嘉俐 | 溫師姑 | 討論骨隨捐贈同意問題。 | 3        |

## 電視劇歌曲
| 曲別   | 歌名 | 演唱者 | 作詞 | 作曲 |
| 片頭曲 |      |        |      |      |
| 片尾曲 |      |        |      |      |

## 外部連結
- 《迎向驕陽》官方網站

## 節目的變遷
| 大愛電視台 十點檔（週一至週五晚上22:00）節目      | 大愛電視台 十點檔（週一至週五晚上22:00）節目    | 大愛電視台 十點檔（週一至週五晚上22:00）節目  |
| ------------------------------------------------- | ----------------------------------------------- | --------------------------------------------- |
|                                                   | 人間渡系列-迎向驕陽 2012年4月23日-2012年4月27日 |                                               |
| 人間渡系列-愛主的心願 2012年4月17日-2012年4月20日 | 人間渡系列-天涯歌女 2012年4月30日-2012年5月4日  |                                               |
| 大愛海外台 十點檔(週二至週六晚上12:00)節目        |                                                 |                                               |
| 人間渡系列-愛主的心願 2012年4月18日-2012年4月21日 | 人間渡系列-迎向驕陽 2012年4月24日-2012年4月28日 | 人間渡系列-天涯歌女 2012年5月1日-2012年5月5日 |